# العلاقات العراقية البالاوية
العلاقات العراقية البالاوية هي العلاقات الثنائية التي تجمع بين العراق وبالاو.

## مقارنة بين البلدين
هذه مقارنة عامة ومرجعية للدولتين:
| وجه المقارنة                                              | العراق                       | بالاو                         |
| --------------------------------------------------------- | ---------------------------- | ----------------------------- |
| المساحة (كم2)                                             | 437.07 ألف                   | 465                           |
| عدد السكان (نسمة)                                         | 38.27 مليون                  | 21.73 ألف                     |
| الكثافة السكانية (ن./كم²)                                 | 87.56                        | 4.67 ألف                      |
| العاصمة                                                   | بغداد                        | نغيرولمود، كورور              |
| اللغة الرسمية                                             | اللغة العربية، اللغة الكردية | لغة إنجليزية، اللغة البالاوية |
| العملة                                                    | دينار عراقي                  | دولار أمريكي                  |
| الناتج المحلي الإجمالي (بليون دولار)                      | 197.72 مليار                 | 291.54 مليون                  |
| الناتج المحلي الإجمالي (تعادل القوة الشرائية) بليون دولار | 560.73 مليار                 | 326.12 مليون                  |
| الناتج المحلي الإجمالي الاسمي للفرد دولار أمريكي          | 4.94 ألف                     | 13.50 ألف                     |
| الناتج المحلي الإجمالي للفرد دولار أمريكي                 | 15.06 ألف                    | 14.76 ألف                     |
| مؤشر التنمية البشرية                                      | 0.654                        | 0.780                         |
| رمز المكالمات الدولي                                      | +964                         | +680                          |
| رمز الإنترنت                                              | .iq                          | .pw                           |
| المنطقة الزمنية                                           | ت ع م+03:00، ت ع م+04:00     | ت ع م+09:00                   |

## منظمات دولية مشتركة
يشترك البلدان في عضوية مجموعة من المنظمات الدولية، منها:
| علم المنظمة | اسم المنظمة                        | تاريخ انضمام العراق | تاريخ انضمام بالاو |
| ----------- | ---------------------------------- | ------------------- | ------------------ |
|             | مؤسسة التنمية الدولية              | 29 ديسمبر 1960      | 16 ديسمبر 1997     |
|             | الأمم المتحدة                      | 21 ديسمبر 1945      | 15 ديسمبر 1994     |
|             | منظمة حظر الأسلحة الكيميائية       | ?                   | ?                  |
|             | مؤسسة التمويل الدولية              | 27 ديسمبر 1956      | 16 ديسمبر 1997     |
|             | وكالة ضمان الاستثمار متعدد الأطراف | 6 أكتوبر 2008       | 16 ديسمبر 1997     |
|             | يونسكو                             | 21 أكتوبر 1948      | 20 سبتمبر 1999     |
|             | البنك الدولي للإنشاء والتعمير      | 27 ديسمبر 1945      | 16 ديسمبر 1997     |

## وصلات خارجية
- موقع وزارة الخارجية العراقية